# Conjecture de Singmaster
La conjecture de Singmaster, nommée ainsi en l'honneur de David Singmaster, affirme qu'il y a un majorant fini des multiplicités des termes du triangle de Pascal (autres que 1 qui apparaît un nombre infini de fois), à savoir le nombre de fois où un terme apparaît dans le triangle. Paul Erdős a dit que la conjecture de Singmaster était probablement vraie mais qu'elle serait très difficile à démontrer.

## Conjecture et résultats connus
Il est clair que le seul nombre qui apparaît une infinité de fois dans le triangle de Pascal est 1 car tout autre nombre x ne peut apparaître que dans les x + 1 premières lignes du triangle.
Soit N(a) le nombre de fois où le nombre a > 1 apparaît dans le triangle de Pascal. En notation « grand O de », la conjecture affirme que :
{\displaystyle N(a)=O(1).}
Singmaster a montré que 
{\displaystyle N(a)=O(\log a).}
Abbot, Erdős, et Hanson affinèrent l'estimation. La meilleure limite actuelle, due à Daniel Kane, est 
{\displaystyle N(a)=O\left({\frac {(\log a)(\log \log \log a)}{(\log \log a)^{3}}}\right).}
Singmaster a montré que l'équation diophantienne
{\displaystyle {m \choose j-1}={m-1 \choose j}}
a une infinité de solutions (m, j). Il s'ensuit qu'il y a une infinité de termes de multiplicité au moins 6. Les solutions sont données par
{\displaystyle m=F_{2\ell }F_{2\ell +1}\quad {\rm {et}}\quad j=F_{2\ell -1}F_{2\ell },}
où ℓ ≥ 2 et Fn est le n-ième nombre de Fibonacci (indicé selon la convention suivante : F1 = F2 = 1).

## Exemples numériques
- 2 apparaît une seule fois ; tout nombre plus grand apparaît plus d'une fois.
- 4, ainsi que tout nombre premier différent de 2, apparaît 2 fois.
- 6 apparaît 3 fois.
- Beaucoup de nombres apparaissent 4 fois.
- On ne sait pas s'il existe des nombres apparaissant 5 fois.
- Les sept nombres suivants apparaissent 6 fois :

{\displaystyle {120 \choose 1}={16 \choose 2}={10 \choose 3},}
{\displaystyle {210 \choose 1}={21 \choose 2}={10 \choose 4},}
{\displaystyle {1540 \choose 1}={56 \choose 2}={22 \choose 3},}
{\displaystyle {7140 \choose 1}={120 \choose 2}={36 \choose 3},}
{\displaystyle {11628 \choose 1}={153 \choose 2}={19 \choose 5},}
{\displaystyle {24310 \choose 1}={221 \choose 2}={17 \choose 8},}
{\displaystyle {61218182743304701891431482520 \choose 1}={104 \choose 39}={103 \choose 40},}
qui correspond à ℓ = 3 dans la suite de Singmaster.
- Parmi les autres nombres apparaissant au moins 7 fois, le plus petit est le précédent dans la suite de Singmaster (ℓ = 2). Il apparaît 8 fois :{\displaystyle {3003 \choose 1}={78 \choose 2}={15 \choose 5}={14 \choose 6}.}On ne sait pas s'il existe d'autres nombres apparaissant au moins 7 fois.